# ULAF Divizion B 2016
La Divizion B 2016 è la 1ª edizione del campionato di football americano di secondo livello, organizzato dalla ULAF.

## Squadre partecipanti
| Club                    | Città         | Stadio | Sponsor ufficiale | Risultato nella stagione 2015 |
| ----------------------- | ------------- | ------ | ----------------- | ----------------------------- |
| Khmelnitskiy Gladiators | Chmel'nyc'kyj |        |                   |                               |
| Kiev Jokers             | Kiev          |        |                   |                               |
| Kiev Slavs              | Kiev          |        |                   |                               |
| Rivne Monarchs          | Rivne         |        |                   |                               |
| Vinnytsia Wolves        | Vinnycja      |        |                   |                               |
| Zdolbuniv Eagles        | Zdolbuniv     |        |                   |                               |

## Stagione regolare

### Calendario

#### 1ª giornata
| Vinnycja 24 aprile 2016 | Vinnytsia Wolves | 0 – 24 (a tavolino) referto | Kiev Slavs |  |

| Rivne 24 aprile 2016 | Rivne Monarchs | 6 – 22 (0-0 0-6 0-10 6-6) referto | Kiev Jokers |  |

| Zdolbuniv 24 aprile 2016 | Zdolbuniv Eagles | 8 – 50 (0-10 0-2 8-16 0-22) referto | Khmelnitskiy Gladiators |  |

#### 2ª giornata
| Kiev 15 maggio 2016 | Kiev Jokers | 0 – 24 referto | Zdolbuniv Eagles |  |

| Rivne 15 maggio 2016 | Rivne Monarchs | 0 – 92 referto | Vinnytsia Wolves |  |

| Kiev 15 maggio 2016 | Kiev Slavs | 21 – 12 (7-0 14-0 0-6 0-6) referto | Khmelnitskiy Gladiators |  |

#### 3ª giornata
| Kiev 29 maggio 2016 | Kiev Jokers | 34 – 6 (8-0 12-6 8-0 6-0) referto | Rivne Monarchs |  |

| Vinnycja 29 maggio 2016 | Vinnytsia Wolves | 90 – 0 (22-0 38-0 30-0 0-0) referto | Khmelnitskiy Gladiators |  |

| Kiev 29 maggio 2016 | Kiev Slavs | 52 – 8 (6-0 20-0 14-0 12-8) referto | Zdolbuniv Eagles |  |

#### 4ª giornata
| Vinnycja 12 giugno 2016 | Vinnytsia Wolves | 60 – 6 referto | Kiev Jokers |  |

| Chmel'nyc'kyj 12 giugno 2016 | Khmelnitskiy Gladiators | 8 – 44 (2-14 0-6 0-16 6-8) referto | Kiev Slavs |  |

#### 5ª giornata
| Rivne 26 giugno 2016 | Rivne Monarchs | 40 – 0 referto | Zdolbuniv Eagles |  |

#### 6ª giornata
| Kiev 3 luglio 2016 | Kiev Slavs | 12 – 36 (0-8 0-12 6-8 6-8) referto | Vinnytsia Wolves |  |

| Chmel'nyc'kyj 3 luglio 2016 | Khmelnitskiy Gladiators | 66 – 6 (20-0 14-0 12-6 20-0) referto | Rivne Monarchs |  |

| Zdolbuniv 3 luglio 2016 | Zdolbuniv Eagles | 8 – 78 (8-22 0-22 0-10 0-24) referto | Kiev Jokers |  |

#### 7ª giornata
| Chmel'nyc'kyj 14 agosto 2016 | Khmelnitskiy Gladiators | 6 – 74 (0-21 0-20 6-14 0-19) referto | Vinnytsia Wolves |  |

### Classifica
La classifica della regular season è la seguente:
- PCT = percentuale di vittorie, G = partite giocate, V = partite vinte, P = partite perse, PF = punti fatti, PS = punti subiti

| Pos. | Squadra                 | PCT  | G | V | N | P | PF  | PS  |
| ---- | ----------------------- | ---- | - | - | - | - | --- | --- |
| 1    | Vinnytsia Wolves        | .833 | 6 | 5 | 0 | 1 | 352 | 48  |
| 2    | Kiev Slavs              | .833 | 6 | 5 | 0 | 1 | 185 | 76  |
| 3    | Kiev Jokers             | .500 | 6 | 3 | 0 | 3 | 152 | 136 |
| 4    | Rivne Monarchs          | .333 | 6 | 2 | 0 | 4 | 101 | 214 |
| 5    | Khmelnitskiy Gladiators | .333 | 6 | 2 | 0 | 4 | 142 | 243 |
| 6    | Zdolbuniv Eagles        | .167 | 6 | 1 | 0 | 5 | 48  | 263 |

## Verdetti
- Vinnytsia Wolves Vincitori della ULAF Divizion B 2016

## Spareggio per i playoff di Divizion A
| Kiev 11 settembre 2016 | Vinnytsia Wolves | 54 – 8 (7-6 20-0 7-2 20-0) referto | Kiev Slavs |  |